# بولاريس دون
بولاريس داون هي رحلة فضائية مأهولة خاصة تشغلها سبيس إكس بالنيابة عن الرئيس التنفيذي لشركة شيفت4 جاريد إسحاقمان، وهي الأولى من بين ثلاث مهام مخطط لها في برنامج بولاريس. انطلقت الرحلة المدارية المأهولة الرابعة عشرة لمركبة كرو دراجون في 10 سبتمبر 2024، وكان إسحاقمان وطاقمه المكون من ثلاثة أفراد - سكوت بوتيت وسارة جيليس وآنا مينون - في مدار بيضاوي استغرقهم 1,400 كيلومتر (870 mi) ). بعيدًا عن الأرض، وهو أبعد ما وصل إليه أي شخص منذ برنامج أبولو التابع لوكالة ناسا. مر الطاقم عبر أجزاء من حزام فان ألين الإشعاعي لدراسة التأثيرات الصحية للإشعاع الفضائي والرحلات الفضائية على جسم الإنسان. وفي وقت لاحق من المهمة، أجرى إسحاقمان وجيليس بأول عملية سير تجارية في الفضاء.

## التاريخ
أعلن جاريد إسحاقمان عن برنامج بولاريس في فبراير 2022، بعد خمسة أشهر من أول مهمة رواد فضاء خاصة بالكامل، Inspiration4 ، والتي دعمها إسحاقمان أيضًا. كان تطوير التقنيات اللازمة للمهمة جزءًا من البرنامج، بما في ذلك بدلات الفضاء للأنشطة خارج المركبة الفضائية، وروابط الاتصالات بالليزر بين الأقمار الصناعية بين مركبة دراجون وكوكبة أقمار ستارلينك الاصطناعية والتجهيز لعدم وجود غرفة هواء في كبسولة كرو دراجون.
وكان من المقرر في الأصل أن ينطلق البرنامج في أواخر عام 2022، لكنه عانى من تأخيرات بسبب تصميم بدلات الفضاء خارج المركبة، ومشاكل فنية مع اختبار سبيس إكس لروابط الاتصال بالليزر بين الأقمار الصناعية. بحلول أكتوبر 2022، تأجل الإطلاق إلى مارس 2023، وبحلول فبراير 2023، تأجل إلى موعد لا يتجاوز منتصف عام 2023. بحلول منتصف عام 2023، تأخرت الرحلة حتى عام 2024، مع تأكيد إسحاقمان في ديسمبر على تاريخ الإطلاق في أبريل 2024. في 7 يونيو، أعلن إسحاقمان أن الإطلاق من المقرر ألا يكون قبل 12 يوليو 2024. بعد ثلاثة أسابيع، أعلن برنامج بولاريس على حسابه على إكس أن أقرب موعد للإطلاق هو 31 يوليو 2024.
أُجلت المهمة مرة أخرى بعد فشل المرحلة العليا لصاروخ فالكون 9 في 12 يوليو 2024. بعد أن تناولت سبيس إكس سبب الحادث، أعلنت مديرة إدارة مهمة دراجون في سبيس إكس سارة ووكر في مؤتمر صحفي في 26 يوليو أن بولاريس داون ستطلق "في أواخر الصيف" بعد مهمة كرو 9 لوكالة ناسا، والتي كان من المقرر إطلاقها في موعد لا يتجاوز 18 أغسطس قبل تأجيلها. ثم قالت شركة سبيس إكس إنها تستهدف تاريخ 26 أغسطس للإطلاق في 7 أغسطس. أرجأت شركة سبيس إكس موعد الإطلاق يومًا واحدًا إلى 27 أغسطس للسماح "بوقت إضافي للفرق لإكمال الفحوصات قبل الرحلة". تأخرت الرحلة بسبب سوء الأحوال الجوية في موقع الهبوط وكان من المقرر أن تكون في الصباح الباكر من يوم 6 سبتمبر 2024.
وصلت مركبة كرو دراجون ريزليانس Crew Dragon Resilience إلى منشأة التكامل الأفقي في LC-39A في 21 أغسطس حيث دُمجت مع معزز Falcon 9 B1083 ومرحلة ثانية. انطلقت شاحنة نقل الصاروخ من منشأة التكامل الأفقي في الصباح الباكر من يوم 24 أغسطس لنقل الصاروخ إلى المنصة وتركيبه بجوار البرج. أتم الطاقم تدريبًا جافًا واختبارات إطلاق ثابتة في 25 أغسطس.
بعد سلسلة من التأخيرات - والتي كانت في الغالب مرتبطة بظروف الطقس لاستعادة الكبسولة في مناطق الهبوط بعد خمسة أيام من الإطلاق - أُطلقت بولارس دون في 10 سبتمبر 2024.

## المهمة

### التقنية
صممت شركة سبيس إكس بدلات النشاط خارج المركبة لهذه المهمة على أساس بدلات النشاط داخل المركبة التي يرتديها الركاب عادة أثناء الإطلاق والهبوط. صُممت بدلات النشاط خارج المركبة للحفاظ على سلامة رواد الفضاء في فراغ الفضاء مع كونها مريحة ومرنة بدرجة كافية للإطلاق والهبوط، مما يلغي الحاجة إلى بدلات نشاط داخلي منفصلة. يوفر القماش المرن المقاوم للهب والمفاصل الناعمة القدرة على الحركة، في حين تُصنع الأحذية من نفس المادة الحرارية المستخدمة في المرحلة الداخلية لصاروخ فالكون 9 وجذع دراجون. وبالمقارنة مع بدلات النشاط الداخلي، حُسنت الإدارة الحرارية وزُودت الخوذة بعزل حراري ومعالجة مضادة للضباب. أثناء السير في الفضاء، سوف توفر شاشة العرض الأمامية معلومات حول البدلة. سوف يوفر الحبل السري الدعم الحياتي لهذه البدلات، على غرار بدلات جيميني المبكرة، على عكس وحدات النشاط خارج المركبة المستقلة المستخدمة في محطة الفضاء الدولية.
أُجريت العديد من التعديلات على الجزء الداخلي من كرو دراجون ريزليانس، وتم تركيب خزانات إضافية من النيتروجين والأكسجين، واستُبدل منفذ الإرساء بفتحة بها سلم يسمى سكاي ووكر "السائر في السماء"، وزودت الفتحة الأمامية بمحرك. ستحطم هذه المهمة الرقم القياسي لأكبر عدد من الأشخاص في فراغ الفضاء في وقت واحد، والذي سُجل بثلاثة أشخاص خلال أبولو 9 ثم تكرر لاحقًا أربع مرات أخرى فقط في أبولو 15 و16 و17 وSTS-49 . وبسبب بروتوكول تخفيف الضغط الفريد، يخطط الطاقم لإجراء أبحاث حول مرض تخفيف الضغط ومتلازمة العين العصبية المرتبطة بالرحلات الفضائية.
من أجل التحقق من صحة إجراءاتهم، أخضعت سبيس إكس مركبة ريزليانس لدورات متعددة من التهوية وإعادة الضغط في غرفة فراغ كبيرة. كما أمضى الطاقم يومين في غرفة في مركز جونسون الفضائي للتحقق من صحة بروتوكول التنفس المسبق الخاص بهم وفي مناسبة أخرى قاموا أيضًا باختبار بدلاتهم خارج المركبة في فراغ كامل في الغرفة.
وستكون المهمة أيضًا أول اختبار تشغيلي مأهول للاتصالات الليزرية بوصلة دراجون عبر ستارلينك. إذا نجحت هذه الفكرة، فمن المحتمل أن تؤدي إلى تقليل زمن انتقال الاتصالات وزيادة عرض النطاق الترددي للبيانات لرحلات الفضاء البشرية.

### الأحداث
في غضون ساعة بعد الإطلاق، بدأ الطاقم بروتوكول ما قبل التنفس لتقليل النيتروجين في أجسامهم وتقليل خطر الإصابة بمرض الضغط أثناء السير في الفضاء المخطط له في اليوم الثالث. على مدار ثلاثة أيام، انخفض ضغط المقصورة تدريجيًّا من 14.5 إلى 8.65 رطل لكل بوصة مربعة (100.0 إلى 59.6 كـبا) بينما زادت مستويات الأكسجين.
خلال هذه الساعة الأولى في الفضاء، أجرى الطاقم فحوصات شاملة لكبسولة دراجون بحثًا عن أي ضرر مرتبط بالإطلاق. وبعد ذلك، أُطلقت محركات الدفع الخاصة بدراكو، مما دفع الطاقم إلى أعلى نقطة في المهمة، 1,400 كيلومتر (870 mi) بعيدًا عن الأرض، وهو أعلى مدار حول الكوكب لمركبة فضائية مأهولة، محطمة الرقم القياسي الذي سجلته جيميني 11،  وأبعد ما وصل إليه أي شخص عن الأرض منذ برنامج أبولو التابع لوكالة ناسا. وظل الطاقم في هذا المدار لمدة عشر ساعات تقريبًا.
في اليوم الثاني من الرحلة، انخفضت ذروة دراغون إلى "مدارها المتجول" على ارتفاع 730 كيلومتر (450 mi) بينما كان أفراد الطاقم يجهزون بدلاتهم للخروج إلى الفضاء ويجرون التجارب.
كان اليوم الثالث من الرحلة مخصصًا لأول نشاط خارج المركبة الفضائية على الإطلاق في مهمة رحلة فضائية تجارية. بعد استعدادات مكثفة، ارتدى جميع أفراد الطاقم الأربعة بدلاتهم المخصصة للتنقل في الفضاء، والتي تُضغط بنسبة 100% من الأكسجين عند 5.1 رطل لكل بوصة مربعة (35 كـبا) . نظرًا لأن مركبة كرو دراجون تفتقر إلى غرفة ضغط، فقد خُفض ضغط الكبسولة بأكملها أثناء الخروج من المركبة، مما أدى إلى تعريض جميع أفراد الطاقم لفراغ الفضاء، على الرغم من أن اثنين فقط خرجوا من المركبة الفضائية. حصل إيزاكمان على المركز الأول، حيث أمضى سبع دقائق و56 ثانية خارج الركبة. وتلته جيليس، حيث أمضت سبع دقائق و15 ثانية خارج المركبة. من فتح الفتحة إلى إغلاقها، استغرق النشاط خارج المركبة حوالي 26 دقيقة و40 ثانية.

## الطاقم

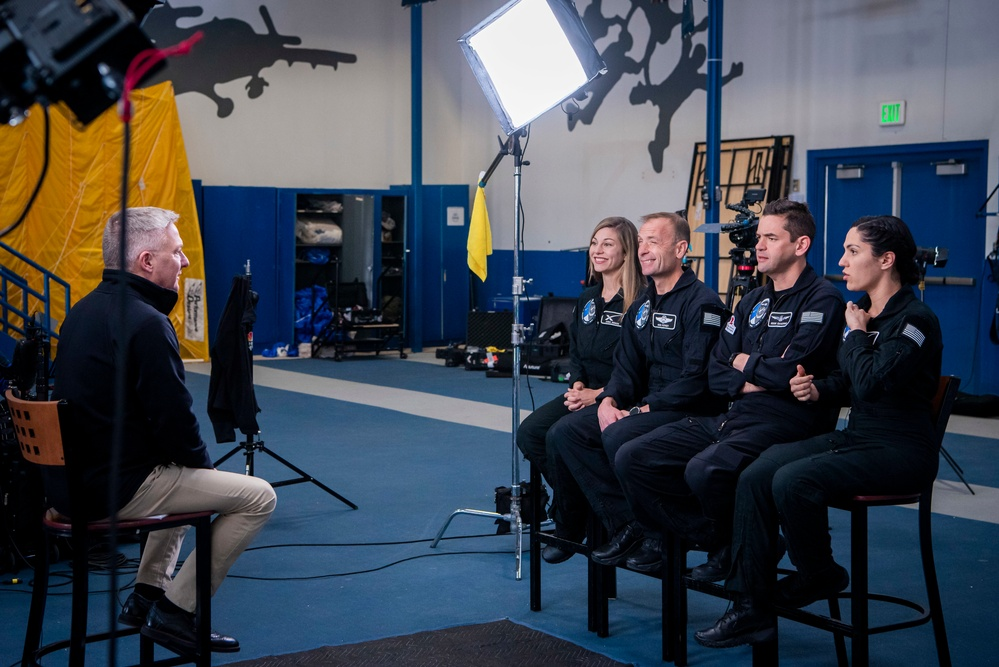
طاقم بولاريس داون يجري مقابلة في أكاديمية القوات الجوية الأمريكية

| الرتبة                 | رائد الفضاء                            | رائد الفضاء                            |
| ---------------------- | -------------------------------------- | -------------------------------------- |
| القائد                 | جاريد إيزاكمان ثاني رحلة فضائية        | جاريد إيزاكمان ثاني رحلة فضائية        |
| الطيار                 | Scott Poteet أول رحلة فضائية           | Scott Poteet أول رحلة فضائية           |
| أخصائي المهمة          | Sarah Gillis, سبيس إكس أول رحلة فضائية | Sarah Gillis, سبيس إكس أول رحلة فضائية |
| أخصائي المهمة ضابط طبي | Anna Menon, سبيس إكس أول رحلة فضائية   | Anna Menon, سبيس إكس أول رحلة فضائية   |

يتولى إيزاكمان، البالغ من العمر 41 عامًا، قيادة البعثة، حيث يتولى مهام تشغيل المركبة الفضائية الأساسية. يعمل الطيار المقاتل المتقاعد من القوات الجوية سكوت بوتيت، 50 عامًا، طيارًا للمركبة الفضائية، ويساعد إيزاكمان في مهام التشغيل. ويكمل الطاقم موظفتا سبيس إكس سارة جيليس، 30 عامًا، وآنا مينون، 38 عامًا، كمتخصصتين في المهمة. جيليس هي مهندسة كبيرة للعمليات الفضائية في الشركة والتي تقود تدريب الطاقم لمهام الرحلات الفضائية الخاصة، وانضمت إلى إيزاكمان في السير في الفضاء. تعد مينون مهندسة عمليات فضائية رائدة ومديرة مهمة للشركة، والتي ستعمل ضابطة طبية على متن المهمة، مستفيدة من خبرتها التي امتدت لست سنوات كمراقبة طيران طبية حيوية في وكالة ناسا، حيث أشرفت على عمليات محطة الفضاء الدولية، بما في ذلك العديد من عمليات السير في الفضاء.

## الإطلاق
لتقليل مخاطر اصطدامات النيازك الدقيقة، كان لدى مراقبي مهمة سبيس إكس نافذة إطلاق مرنة لمهمة بولاريس داون، مما يسمح لهم باختيار وقت مع الحد الأدنى من الحطام في المدار المستهدف. وُضعت كبسولة دراجون في البداية في مدار بيضاوي بأوج يبلغ 1,200 كيلومتر (750 mi) ، مرورًا بشذوذ جنوب المحيط الأطلسي على ارتفاع منخفض يبلغ 190 كيلومتر (120 mi) . يعرض هذا الطاقم لإشعاع يعادل ثلاثة أشهر في محطة الفضاء الدولية في بضع دورات مرور فقط، مما يتيح إجراء أبحاث قيمة حول التأثيرات الصحية للإشعاع الفضائي والرحلات الفضائية على جسم الإنسان.

### ملخص محاولات الإطلاق
أُطلقت مركبة الفضاء بولاريس داون من مجمع الإطلاق 39A في مركز كينيدي للفضاء على متن صاروخ فالكون 9 بلوك 5. محاولة الإطلاق الأولى في 27 أغسطس 2024 ألغيت بسبب تسرب الهيليوم على الأرض. محاولة الإطلاق الثانية في 28 أغسطس 2024 ألغيت أيضًا بسبب سوء الأحوال الجوية المتوقعة خلال فترة التعافي بعد خمسة أيام من الإطلاق. نظرًا لأن المهمة لن تلتقي بمحطة الفضاء الدولية ولديها مواد دعم حياة محدودة، فيجب أن تكون الكبسولة قادرة على الهبوط وفقًا للجدول الزمني، مما يستلزم ظروفًا جوية مواتية. تأخر الإطلاق مرة أخرى بسبب سوء الأحوال الجوية مما أدى إلى عدم وجود ظروف مواتية للإطلاق والعودة.

## روابط خارجية
- الموقع الرسمي
- Polaris Program photos on Flickr